# 7736 Nizhnij Novgorod
7736 Nizhnij Novgorod è un asteroide della fascia principale. Scoperto nel 1981, presenta un'orbita caratterizzata da un semiasse maggiore pari a 2,5864687 UA e da un'eccentricità di 0,1967455, inclinata di 14,12186° rispetto all'eclittica.